# Болевац
Болевац (серб. Бољевац) — населенный пункт городского типа в Заечарском округе в Сербии. Болевац был основан в первой половине XIX века, толчок к развитию получил после присоединения Тимочской краины к Сербии. В 1842 году была открыта основная школа, а спустя два года была создана община — административно-территориальная единица, центром которой и стал Болевац. В 1860 году, согласно указу Милоша Обреновича, Болевац стал центром Заечарского среза. В начале XX века в окрестностях города были обнаружены залежи угля, после чего началась их разработка. Благодаря рудникам город начал активно развиваться и со временем стал местным экономическим центром.
Согласно переписи населения 2002 года, в городе проживали 3784 жителя, в том числе сербы (83,95 %), влахи (5,52 %), цыгане (4,14 %) и др.